# Пфиффнер, Марко
Марко Пфиффнер (нем. Marco Pfiffner; 25 марта 1994, Валенштадт, Санкт-Галлен, Швейцария) — лихтенштейнский горнолыжник, участник Олимпийских игр 2014, 2018 и 2022 годов.

## Биография
В спортивной программе на Олимпийских играх в Сочи Марко выступал в слаломе (с итоговым результатом 1 минута и 55,48 секунды и 24 местом) и гигантском слаломе (2:56,72 и 42 место).

## Результаты

### Олимпийские игры
| Олимпийские игры | Скоростной спуск | Супергигант | Гигантский слалом | Слалом | Комбинация | Команды |
| ---------------- | ---------------- | ----------- | ----------------- | ------ | ---------- | ------- |
| 2014 Сочи        | —                | —           | 42                | 24     | —          | н/д     |
| 2018 Пхёнчхан    | 43               | —           | 36                | 25     | DNF2       | —       |
| 2022 Пекин       | 28               | 28          | —                 | —      | 11         | —       |

### Чемпионаты мира
| Чемпионат мира           | Скоростной спуск | Супергигант | Гигантский слалом | Слалом | Комбинация |
| ------------------------ | ---------------- | ----------- | ----------------- | ------ | ---------- |
| 2011 Гармиш-Партенкирхен | —                | —           | 72                | 53     | —          |
| 2013 Шладминг            | —                | —           | 71                | 34     | —          |
| 2017 Санкт-Мориц         | 42               | 36          | —                 | 26     | 34         |
| 2021 Кортина-д’Ампеццо   | 27               | 30          | —                 | —      | DNF1       |
| 2025 Зальбах             | —                | 33          | —                 | —      | —          |